# Бун Кенні
Бун Кенні (нар. 1 червня 1990) — колишній камбоджійський тенісист.
Найвищу одиночну позицію світового рейтингу — 995 місце досяг 17 жовтня 2022, парну — 953 місце — 29 квітня 2013 року.
Завершив кар'єру 2015 року.

## Фінали ATP Челленджер і ITF Ф'ючерс

### Парний розряд: 2 (0–2)
| ITF Ф'ючерс (0–2) |

| Результат | В-П | Дата     | Турнір             | Рівень  | Покриття | Партнер         | Суперники                            | Рахунок          |
| --------- | --- | -------- | ------------------ | ------- | -------- | --------------- | ------------------------------------ | ---------------- |
| Поразка   | 0–1 | Кві 2013 | Хошимін, В'єтнам   | Ф'ючерс | Тверде   | Kim Jae-hwan    | Ендрю Фіцпатрік Джошуа Ворд-Гібберт  | 4–6, 2–6         |
| Поразка   | 0–2 | Лис 2014 | Пномпень, Камбоджа | Ф'ючерс | Тверде   | Келсі Стівенсон | Джесон Патромбон Девід Аґунґ Сусанто | 7–5, 3–6, [7–10] |